# Vachon (circonscription provinciale)
Pour les articles homonymes, voir Vachon.
Circonscription électorale provinciale du Canada
Vachon est une circonscription électorale provinciale du Québec située dans la région administrative de la Montérégie. La circonscription a été nommée en hommage à Roméo Vachon (1898 - 1954), pionnier de l'aviation québécoise.

## Historique
La circonscription de Vachon a été créée en 1980. Elle était alors formée de la partie sud de la circonscription de Taillon. À part un léger ajustement de la limite avec Taillon en 1992, ses limites sont restées inchangées depuis sa création.

## Territoire et limites
La circonscription couvre une partie du territoire de la ville de Longueuil, soit l'arrondissement de Saint-Hubert à l'exception de la partie située à l'ouest de la voie ferrée du Canadien National longeant le boulevard Maricourt.

## Liste des députés
| Législature                 | Années       | Député          | Député             | Parti            |
| --------------------------- | ------------ | --------------- | ------------------ | ---------------- |
| Vachon Créée depuis Taillon |              |                 |                    |                  |
| 32e                         | 1981–1985    |                 | David Payne        | Parti québécois  |
| 33e                         | 1985–1989    |                 | Christiane Pelchat | Libéral          |
| 34e                         | 1989–1994    |                 | Christiane Pelchat | Libéral          |
| 35e                         | 1994–1998    |                 | David Payne        | Parti québécois  |
| 36e                         | 1998–2003    |                 | David Payne        | Parti québécois  |
| 37e                         | 2003–2007    | Camil Bouchard  |                    | Parti québécois  |
| 38e                         | 2007–2008    | Camil Bouchard  |                    | Parti québécois  |
| 39e                         | 2008–2010    | Camil Bouchard  |                    | Parti québécois  |
| 39e                         | 2010–2012    | Martine Ouellet |                    | Parti québécois  |
| 40e                         | 2012–2014    | Martine Ouellet |                    | Parti québécois  |
| 41e                         | 2014–2017    | Martine Ouellet |                    | Parti québécois  |
| 41e                         | 2017–2018    | Martine Ouellet |                    | Indépendant      |
| 42e                         | 2018–2022    |                 | Ian Lafrenière     | Coalition avenir |
| 43e                         | 2022–présent |                 | Ian Lafrenière     | Coalition avenir |

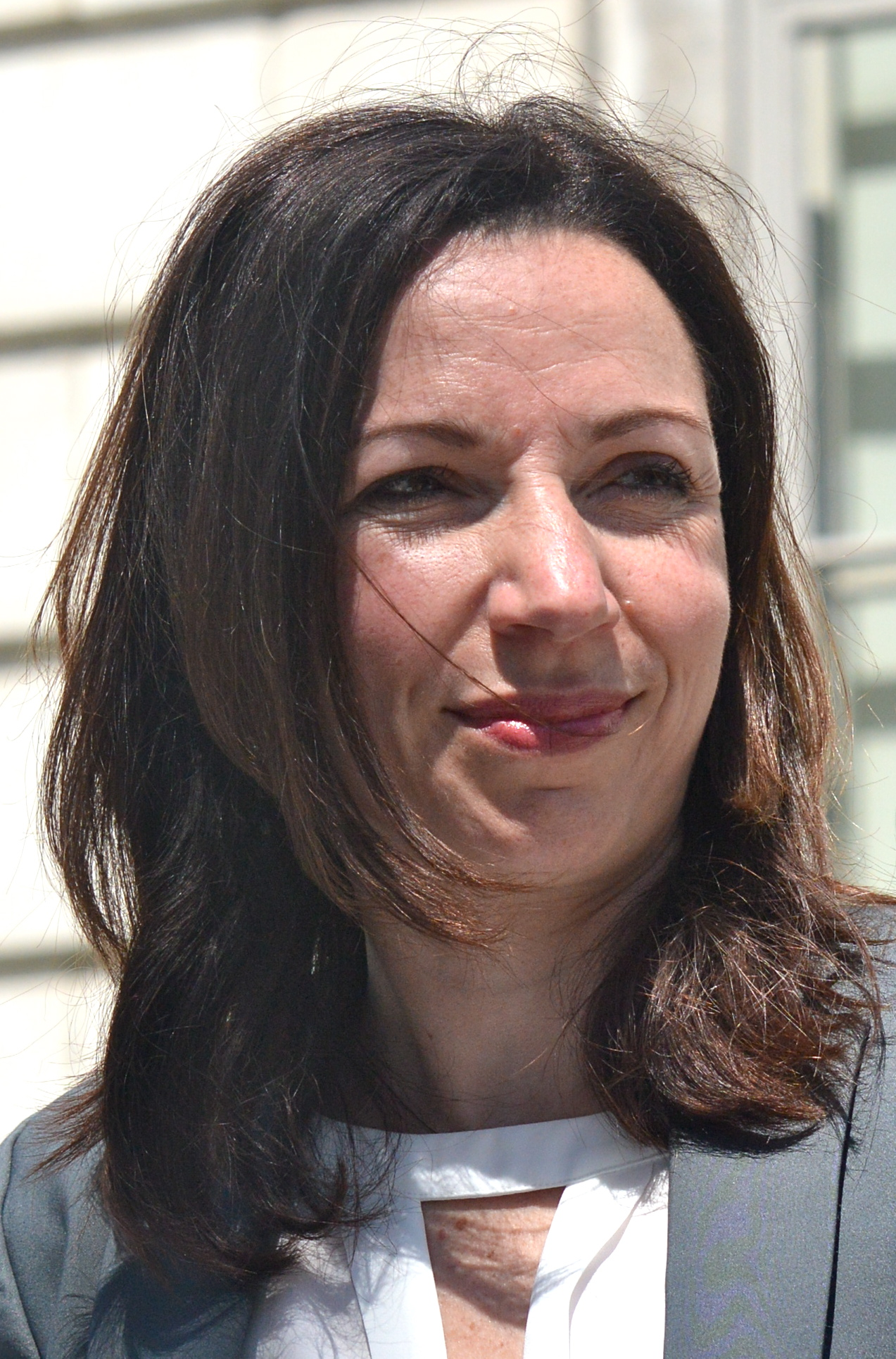
Martine Ouellet, député de Vachon de 2010 à 2018 et ministre des ressources naturelles de 2012 à 2014.

## Résultats électoraux
|                                                                                               | Nom                      | Parti            | Nombre de voix | %      | Maj.   |
| --------------------------------------------------------------------------------------------- | ------------------------ | ---------------- | -------------- | ------ | ------ |
|                                                                                               | Ian Lafrenière (sortant) | Coalition avenir | 15 984         | 44,9 % | 10 266 |
|                                                                                               | Yves Mbattang            | Libéral          | 5 718          | 16,1 % | -      |
|                                                                                               | Jean-Philippe Samson     | Québec solidaire | 5 343          | 15 %   | -      |
|                                                                                               | Adam Wrzesien            | Parti québécois  | 4 757          | 13,4 % | -      |
|                                                                                               | Martine Boucher          | Conservateur     | 3 166          | 8,9 %  | -      |
|                                                                                               | Juan Carlos Nino Caita   | Vert             | 404            | 1,1 %  | -      |
|                                                                                               | Jean-Pierre Lacombe      | Climat Québec    | 217            | 0,6 %  | -      |
| Total                                                                                         | Total                    | Total            | 35 589         | 100 %  |        |
| Le taux de participation lors de l'élection était de 68,4 % et 491 bulletins ont été rejetés. |                          |                  |                |        |        |

|                                                                                               | Nom                | Parti               | Nombre de voix | %      | Maj.  |
| --------------------------------------------------------------------------------------------- | ------------------ | ------------------- | -------------- | ------ | ----- |
|                                                                                               | Ian Lafrenière     | Coalition avenir    | 15 625         | 43,6 % | 8 089 |
|                                                                                               | Linda Caron        | Libéral             | 7 536          | 21 %   | -     |
|                                                                                               | Patrick Ney        | Parti québécois     | 6 106          | 17 %   | -     |
|                                                                                               | André Vincent      | Québec solidaire    | 5 194          | 14,5 % | -     |
|                                                                                               | Ian Lecourtois     | NPD Québec          | 453            | 1,3 %  | -     |
|                                                                                               | Lise des Greniers  | Conservateur        | 436            | 1,2 %  | -     |
|                                                                                               | Hugo Bluntss       | Bloc pot            | 278            | 0,8 %  | -     |
|                                                                                               | Stéphane Marginean | Citoyens au pouvoir | 200            | 0,6 %  | -     |
| Total                                                                                         | Total              | Total               | 35 828         | 100 %  |       |
| Le taux de participation lors de l'élection était de 70,9 % et 676 bulletins ont été rejetés. |                    |                     |                |        |       |

|                                                                                             | Nom                        | Parti            | Nombre de voix | %      | Maj. |
| ------------------------------------------------------------------------------------------- | -------------------------- | ---------------- | -------------- | ------ | ---- |
|                                                                                             | Martine Ouellet (sortante) | Parti québécois  | 11 983         | 33,1 % | 176  |
|                                                                                             | Michel Bienvenu            | Libéral          | 11 807         | 32,6 % | -    |
|                                                                                             | Stéphane Robichaud         | Coalition avenir | 9 164          | 25,3 % | -    |
|                                                                                             | Sébastien Robert           | Québec solidaire | 2 644          | 7,3 %  | -    |
|                                                                                             | Hugo Boutin-Sinotte        | Bloc pot         | 371            | 1 %    | -    |
|                                                                                             | Josée Létourneau           | Option nationale | 280            | 0,8 %  | -    |
| Total                                                                                       | Total                      | Total            | 36 249         | 100 %  |      |
| Le taux de participation lors de l'élection était de 75 % et 662 bulletins ont été rejetés. |                            |                  |                |        |      |

|                                                                                               | Nom                        | Parti                  | Nombre de voix | %      | Maj.  |
| --------------------------------------------------------------------------------------------- | -------------------------- | ---------------------- | -------------- | ------ | ----- |
|                                                                                               | Martine Ouellet (sortante) | Parti québécois        | 14 824         | 39,6 % | 3 729 |
|                                                                                               | Jean-François Roberge      | Coalition avenir       | 11 095         | 29,6 % | -     |
|                                                                                               | Linda Langlois Saulnier    | Libéral                | 7 966          | 21,3 % | -     |
|                                                                                               | Sébastien Robert           | Québec solidaire       | 1 890          | 5 %    | -     |
|                                                                                               | Pierre-André Beauchemin    | Vert                   | 808            | 2,2 %  | -     |
|                                                                                               | Sylvain Gauthier           | Option nationale       | 670            | 1,8 %  | -     |
|                                                                                               | Marc Joseph                | Coalition constituante | 197            | 0,5 %  | -     |
| Total                                                                                         | Total                      | Total                  | 37 450         | 100 %  |       |
| Le taux de participation lors de l'élection était de 78,7 % et 571 bulletins ont été rejetés. |                            |                        |                |        |       |

|                                                                                               | Nom                  | Parti               | Nombre de voix | %      | Maj.  |
| --------------------------------------------------------------------------------------------- | -------------------- | ------------------- | -------------- | ------ | ----- |
|                                                                                               | Martine Ouellet      | Parti québécois     | 7 863          | 59,2 % | 4 627 |
|                                                                                               | Simon-Pierre Diamond | Libéral             | 3 236          | 24,3 % | -     |
|                                                                                               | Alain Dépatie        | Action démocratique | 879            | 6,6 %  | -     |
|                                                                                               | Sébastien Robert     | Québec solidaire    | 727            | 5,5 %  | -     |
|                                                                                               | Yvon Rudolphe        | Vert                | 419            | 3,2 %  | -     |
|                                                                                               | Denis Durand         | Indépendant         | 98             | 0,7 %  | -     |
|                                                                                               | Régent Millette      | Indépendant         | 71             | 0,5 %  | -     |
| Total                                                                                         | Total                | Total               | 13 293         | 100 %  |       |
| Le taux de participation lors de l'élection était de 29,2 % et 174 bulletins ont été rejetés. |                      |                     |                |        |       |

## Référendums
| Année | Année | Référendum              | % du OUI | % du NON | # total de votes | Taux de participation |
| ----- | ----- | ----------------------- | -------- | -------- | ---------------- | --------------------- |
|       | 1992  | Accord de Charlottetown | 35,86 %  | 64,14 %  | 41 054           | 85,03 %               |
|       | 1995  | Référendum de 1995      | 56,76 %  | 43,24 %  | 37 658           | 95,22 %               |